# John Drake
Pour les articles homonymes, voir Drake.
Pas d'image ? Cliquez ici

a Compétitions nationales et continentales officielles uniquement.

b Matchs officiels uniquement.
John Alan Drake, né le 22 janvier 1959 à Auckland et mort le 13 décembre 2008, est un joueur de rugby à XV néo-zélandais ayant évolué en équipe nationale de 1986 à 1987 au poste de pilier (1,83 m pour 99 kg). Il a remporté la coupe du monde de 1987.

## Biographie
Il commence le haut niveau avec l’équipe universitaire de Nouvelle-Zélande en 1980.
Il arrive en France en 1981 pour jouer 2 saisons comme pilier droit au sein de l'US Bressane, qui évoluait en groupe A. À cette époque en groupe, les bressans mélange de jeunes et de joueurs expérimentés atteindra les 8e de finale de championnat de France 1983 et John Drake y joua un rôle essentiel, avec d'autres (Olivier Joly, Claude Prompt, Jean-Luc Berthaud, Dédé Fouquet); les bressans deviendront le club le plus connu de Nouvelle-Zélande et John Drake se lia d'une amitié forte jusqu'à son décès.
De 1983 à 1987 il joue pour la province d'Auckland. À partir de 1985, ses coéquipiers en première ligne sont les All-Blacks Sean Fitzpatrick et Steve Mc Dowell. Il dispute au total 85 matchs pour Auckland.
Il débute avec les Blacks en 1985 pour un match de la tournée qu’ils effectuent en Argentine afin de pallier le manque de titulaires en première ligne (il est appelé alors qu’il joue à Bourg-en-Bresse en groupe A).
Drake effectue la tournée des Blacks en France en 1986 (une victoire et une défaite en test matchs).
Il dispute cinq matchs de la coupe du monde de 1987 avec ses coéquipiers de Auckland en première ligne des Blacks.
Il remporte un dernier match contre l'Australie puis n'est plus sélectionné avec les Blacks.
D’une manière un peu surprenante pour un joueur de haut niveau, il prend sa retraite de joueur prématurément en 1987, à moins de 29 ans. Il devient journaliste et commentateur pour la télévision, avant de mourir soudainement chez lui à l'âge de 49 ans.

## Statistiques

### En équipe nationale
De 1986 à 1987, John Drake compte 8 sélections avec les All-Blacks, inscrivant 4 points. Avec les Kiwis, il dispute une Coupe du monde en 1987.

## Palmarès

### En club
- Championnat de France de rugby à XV:

1/8e de finale en 1983
- Championnat des provinces (National Provincial Championship 1984, 1985 et 1987

### En équipe nationale
- Champion du monde 1987